# Leopold Pamuła
Leopold Pamuła (ur. 15 listopada 1898 w Buczaczu, zm. 9 sierpnia 1940 w Nocton) – podpułkownik pilot Wojska Polskiego.

## Życiorys
Uczęszczał do 6-letniej szkoły realnej w Krakowie, gdzie w 1916 uzyskał maturę. Zaraz potem został wcielony został do armii austro-węgierskiej, otrzymał przydział do 13 pułku piechoty w Nowym Sączu. W listopadzie tego roku oddelegowany został na 4-miesięczny kurs do szkoły oficerskiej w Opawie, po czym powrócił do pułku, obejmując dowództwo kompanii. W trakcie walk na froncie włoskim, gdzie dowodził plutonem moździerzy, zachorował na malarię i został odesłany do Budziejowic na dalszą kurację i rekonwalescencję.
Po odzyskaniu niepodległości przez Polskę zgłosił się do Wojska Polskiego i 1 kwietnia 1919 został promowany na podporucznika. 25 kwietnia został skierowany do jednostki zapasowej, a od 21 listopada był uczniem Oficerskiej Szkoły Wojsk Kolejowych w Krakowie. Potem był instruktorem wojsk kolejowych w Zamościu, a począwszy od 12 listopada 1920 walczył na froncie polsko-bolszewickim w składzie X baonu kolejowego jako dowódca kompanii. 28 lutego 1921 otrzymał awans na porucznika. 
Później pełnił służbę w Centralnym Zarządzie Parków i Warsztatów Wojsk Kolejowych, pozostając oficerem nadetatowym 1 pułku kolejowego. 20 kwietnia 1923 został odkomenderowany do Niższej Szkoły Pilotów w Bydgoszczy, w charakterze ucznia–pilota. Następnie ukończył Wyższą Szkołę Pilotów w Grudziądzu i trafił do 2 pułku lotniczego w Krakowie. W 1925 otrzymał przydział do 11 pułku myśliwskiego w Lidzie, złożonego z eskadr 113 i 114. 15 sierpnia 1926 został dowódcą 113 eskadry myśliwskiej. Do czasu odejścia z 11 pułku myśliwskiego był także dowódcą eskadry treningowej (od 25 października 1926). We wrześniu 1929 zajął 9. miejsce na międzynarodowym mityngu lotniczym Lot Małej Ententy i Polski, jako najlepszy z Polaków (samolot Fiat CR.20).
Po rozwiązaniu 11 pułku lotniczego w 1928 trafił do 4 pułku lotniczego w Toruniu, gdzie objął dowództwo 141 eskadry. 9 listopada tego roku objął stanowisko p.o. dowódcy III/4 dyonu myśliwskiego. Podczas służby w Toruniu ukończył w Centrum Wyszkolenia Oficerów Lotnictwa w Dęblinie kurs dowódców eskadr. W 1937 zdał egzaminy do Wyższej Szkoły Lotniczej. 18 października 1937 odszedł do Centrum Wyszkolenia Piechoty w Rembertowie na kurs próbny, a od 3 listopada 1937 był słuchaczem II Kursu Wyższej Szkoły Lotniczej w Warszawie. W 1938 został przeniesiony do 1 pułku lotniczego na stanowisko dowódcy Zgrupowania Myśliwskiego. Na stopień podpułkownika został mianowany ze starszeństwem z 19 marca 1939 i 9. lokatą w korpusie oficerów lotnictwa, grupa liniowa. W kwietniu tego roku, po reorganizacji Zgrupowania Myśliwskiego w Brygadę Pościgową, został zastępcą jej dowódcy, płk. Stefana Pawlikowskiego.
1 września 1939 roku po godz. 17 wystartował myśliwcem PZL P.11c ze 113 eskadry myśliwskiej, aby dołączyć do bitwy lotniczej na północ od Warszawy, lecz jego samolot został zapalony w okolicy Jabłonny przez myśliwiec Messerschmitt Bf 109 z dywizjonu I./JG 21 (prawdopodobnie pilot Fritz Gutezeit lub Heinz Dettmer). W literaturze można spotkać wersję, że sam podczas walki staranował jeden Bf 109. Brak jest jednak potwierdzenia takiego faktu, także w samej relacji Pamuły. Sam wyskoczył z płonącego samolotu i bezpiecznie wylądował na spadochronie.
Ciężko poparzony Pamuła został zabrany do szpitala w Warszawie. Po kilku dniach wyszedł ze szpitala i zaczął podążać w kierunku południowo-wschodnim. 19 września 1939 w Kutach przekroczył granicę rumuńską. Następnie przez Włochy dotarł 26 listopada 1939 do Francji. Tu trafił do polskiego Centrum Wyszkolenia Lotnictwa w Lyon-Bron, gdzie po dalszym leczeniu stawił się przed komisją lekarską i został uznany za zdolnego do pełnienia służby wojskowej.
Został wyznaczony na dowódcę III dywizjonu myśliwskiego Polskich Sił Powietrznych we Francji, jednak do upadku Francji nie uzyskała gotowości bojowej. 19 czerwca 1940 odpłynął z Bordeaux na pokładzie statku „Kmicic”, którym po paru dniach dotarł do Plymouth w Anglii.
Po przybyciu do Wielkiej Brytanii został skierowany do bazy Polskich Sił Powietrznych w Blackpool w oczekiwaniu na przydział do jednostki lotniczej. Ponieważ miał przekroczone 40 lat, nie został dopuszczony do latania operacyjnego. Miał objąć dowództwo któregoś z tworzonych polskich dywizjonów myśliwskich. 9 sierpnia 1940, na skutek zakażenia krwi (prawdopodobnie posocznicy) po zabiegu stomatologicznym, zmarł w szpitalu RAF Nocton Hall w Nocton. Pochowany został na cmentarzu Layton Cemetery w Blackpool.

## Życie prywatne
Leopold Pamuła był postacią bardzo barwną w lotnictwie – zarówno z uwagi na pewne ekstrawagancje, jak też brawurę, którą się odznaczał podczas lotów. Jan Zumbach w swojej książce opisuje, jak Pamuła powitał nowo przybyłych do jednostki pilotów całonocnym pijaństwem ze swoim udziałem. Rano nakazał nowym pilotom wykonywać wiązanki akrobatyczne. Następnie on sam wsiadł (ubrany w gruby futrzany kombinezon lotniczy) do samolotu przystosowanego do lotów bez widoczności i dał popis akrobacji przeprowadzonej często na wysokości dachów hangarów. Wylądował i wysiadł z samolotu całkowicie nagi. W jednym locie zdołał wykonać skomplikowane akrobacje i rozebrać się.
Od 1925 był żonaty z Haliną z Cieślewiczów, a po jej śmierci w 1931, od 1935 z Jadwigą z Rypińskich.

## Ordery i odznaczenia
- Złoty Krzyż Zasługi[4]
- Srebrny Krzyż Zasługi (10 listopada 1928)[8][4]
- Medal Pamiątkowy za Wojnę 1918–1921
- Medal Dziesięciolecia Odzyskanej Niepodległości
- Odznaka Pilota nr 640 (25 czerwca 1924)[9]
- Krzyż Kawalerski Orderu Korony Jugosłowiańskiej (Jugosławia, przed 1935)[10]
- Kawaler Orderu Gwiazdy Rumunii (Rumunia)[11]
- Order Korony Rumunii (Rumunia)[d]
- Order Korony Włoch (Włochy)
- rumuńska Odznaka Pilota (1929)[12]